# La Chapelle-du-Mont-du-Chat
Pour les articles homonymes, voir La Chapelle.
La Chapelle-du-Mont-du-Chat est une commune française située dans le département de la Savoie, en région Auvergne-Rhône-Alpes.

## Géographie

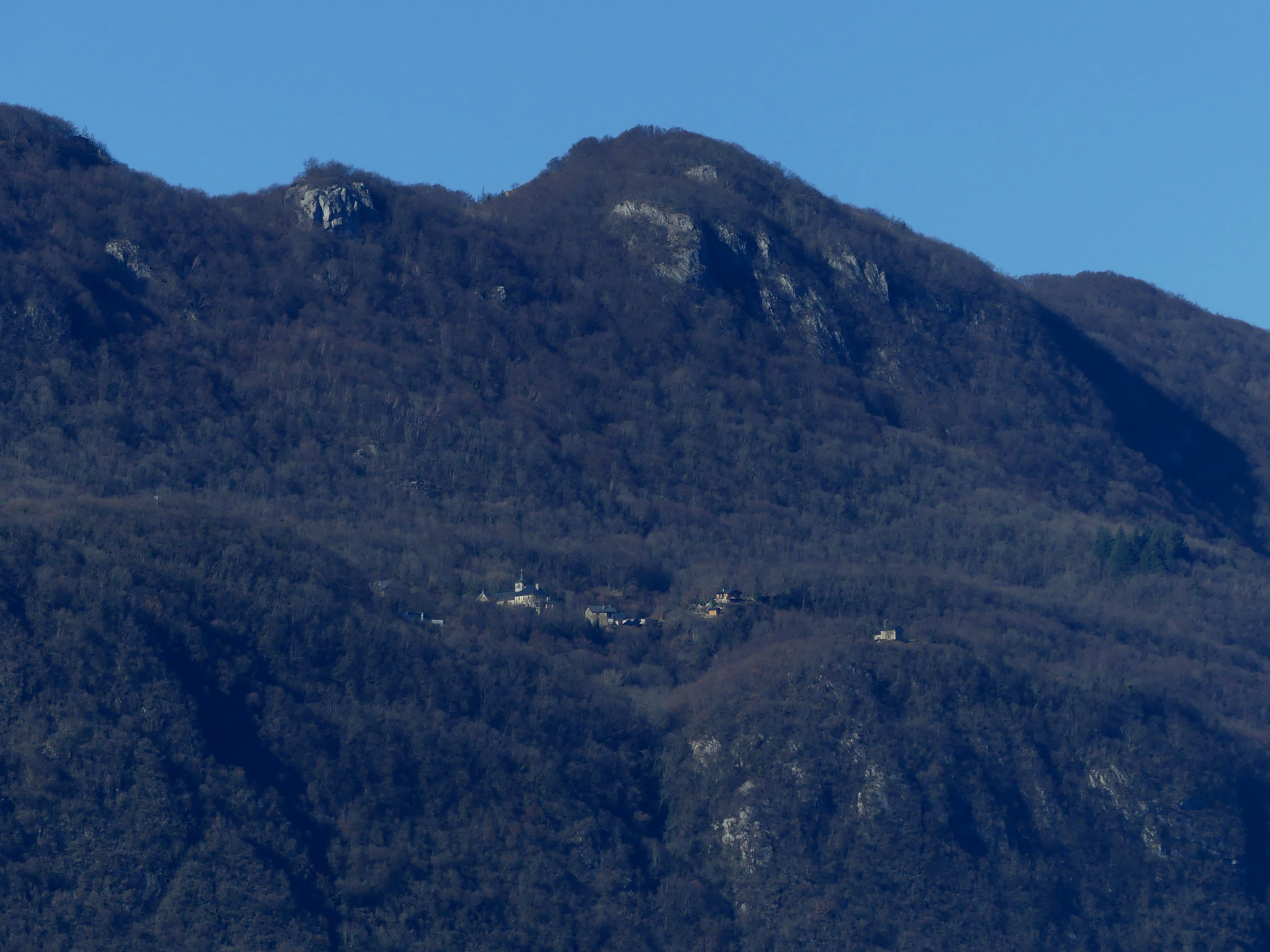
Le chef-lieu sur le mont du Chat.

La Chapelle-du-Mont-du-Chat est située sur le flanc oriental du mont du Chat surplombant le lac du Bourget et la ville d'Aix-les-Bains sur l'autre rive du lac. Son altitude varie ainsi de 231 à 1 005 m, tandis que le chef-lieu culmine à 615 m.

### Climat
Pour des articles plus généraux, voir Climat d'Auvergne-Rhône-Alpes et Climat de la Savoie.
En 2010, le climat de la commune est de type climat des marges montargnardes, selon une étude du Centre national de la recherche scientifique s'appuyant sur une série de données couvrant la période 1971-2000. En 2020, Météo-France publie une typologie des climats de la France métropolitaine dans laquelle la commune est exposée à un climat de montagne ou de marges de montagne et est dans la région climatique Alpes du nord, caractérisée par une pluviométrie annuelle de 1 200 à 1 500 mm, irrégulièrement répartie en été.
Pour la période 1971-2000, la température annuelle moyenne est de 11,1 °C, avec une amplitude thermique annuelle de 18,5 °C. Le cumul annuel moyen de précipitations est de 1 401 mm, avec 10,6 jours de précipitations en janvier et 8,3 jours en juillet. Pour la période 1991-2020, la température moyenne annuelle observée sur la station météorologique de Météo-France la plus proche, « Trévignin », sur la commune de Trévignin à 8 km à vol d'oiseau, est de 9,8 °C et le cumul annuel moyen de précipitations est de 1 517,3 mm,. Pour l'avenir, les paramètres climatiques de la commune estimés pour 2050 selon différents scénarios d'émission de gaz à effet de serre sont consultables sur un site dédié publié par Météo-France en novembre 2022.

## Urbanisme

### Typologie
Au 1er janvier 2024, La Chapelle-du-Mont-du-Chat est catégorisée commune rurale à habitat dispersé, selon la nouvelle grille communale de densité à sept niveaux définie par l'Insee en 2022.
Elle est située hors unité urbaine. Par ailleurs la commune fait partie de l'aire d'attraction de Chambéry, dont elle est une commune de la couronne,. Cette aire, qui regroupe 115 communes, est catégorisée dans les aires de 200 000 à moins de 700 000 habitants,.
La commune, bordée par un plan d’eau intérieur d’une superficie supérieure à 1 000 hectares, le lac du Bourget, est également une commune littorale au sens de la loi du 3 janvier 1986, dite loi littoral. Des dispositions spécifiques d’urbanisme s’y appliquent dès lors afin de préserver les espaces naturels, les sites, les paysages et l’équilibre écologique du littoral, tel le principe d'inconstructibilité, en dehors des espaces urbanisés, sur la bande littorale des 100 mètres, ou plus si le plan local d’urbanisme le prévoit.

### Occupation des sols
L'occupation des sols de la commune, telle qu'elle ressort de la base de données européenne d’occupation biophysique des sols Corine Land Cover (CLC), est marquée par l'importance des forêts et milieux semi-naturels (54,3 % en 2018), en diminution par rapport à 1990 (59,5 %). La répartition détaillée en 2018 est la suivante : 
forêts (54,3 %), eaux continentales (40,5 %), prairies (4,3 %), zones agricoles hétérogènes (1 %).
L'IGN met par ailleurs à disposition un outil en ligne permettant de comparer l’évolution dans le temps de l’occupation des sols de la commune (ou de territoires à des échelles différentes). Plusieurs époques sont accessibles sous forme de cartes ou photos aériennes : la carte de Cassini (XVIIIe siècle), la carte d'état-major (1820-1866) et la période actuelle (1950 à aujourd'hui).

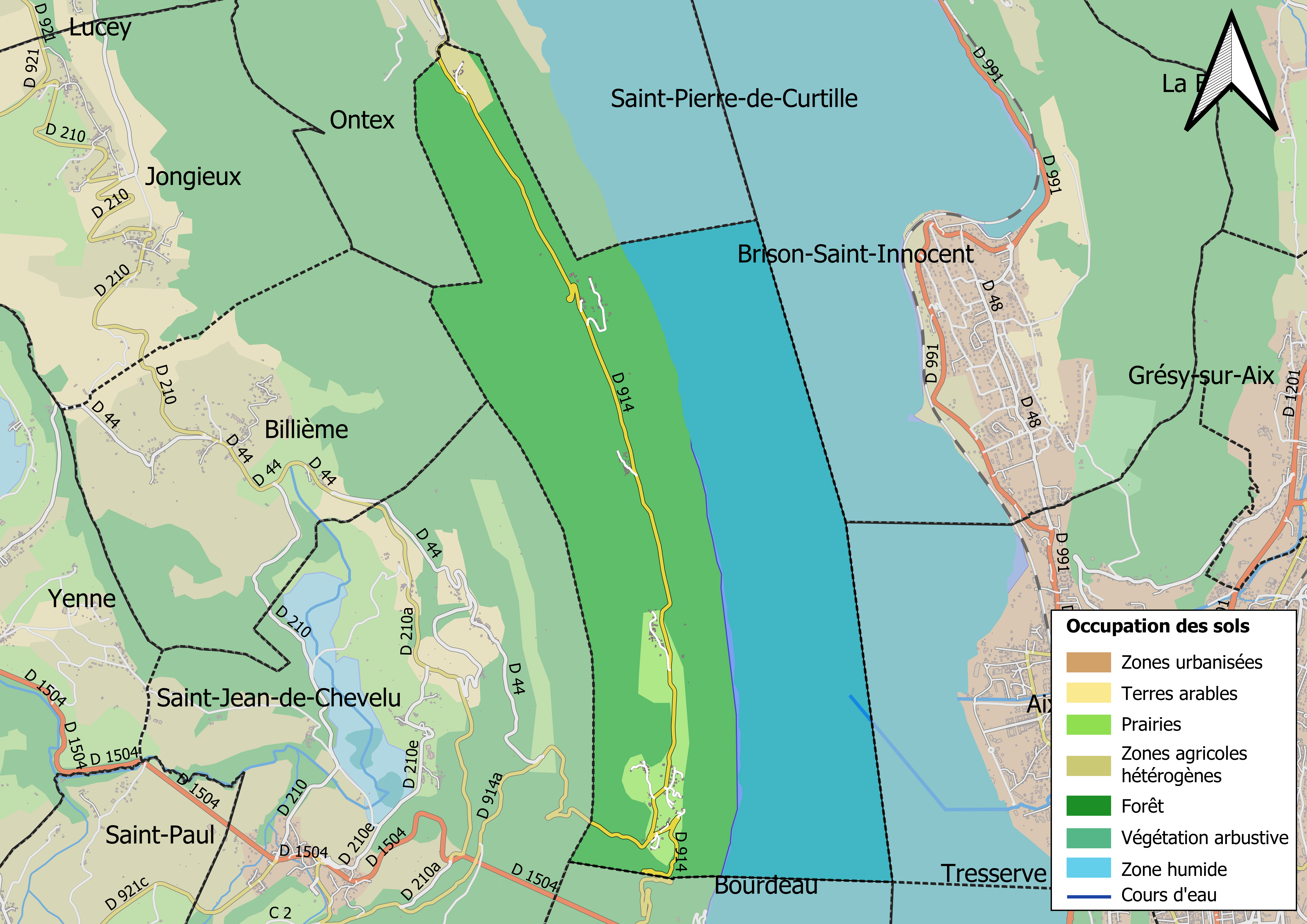
Carte des infrastructures et de l'occupation des sols en 2018 (CLC) de la commune.
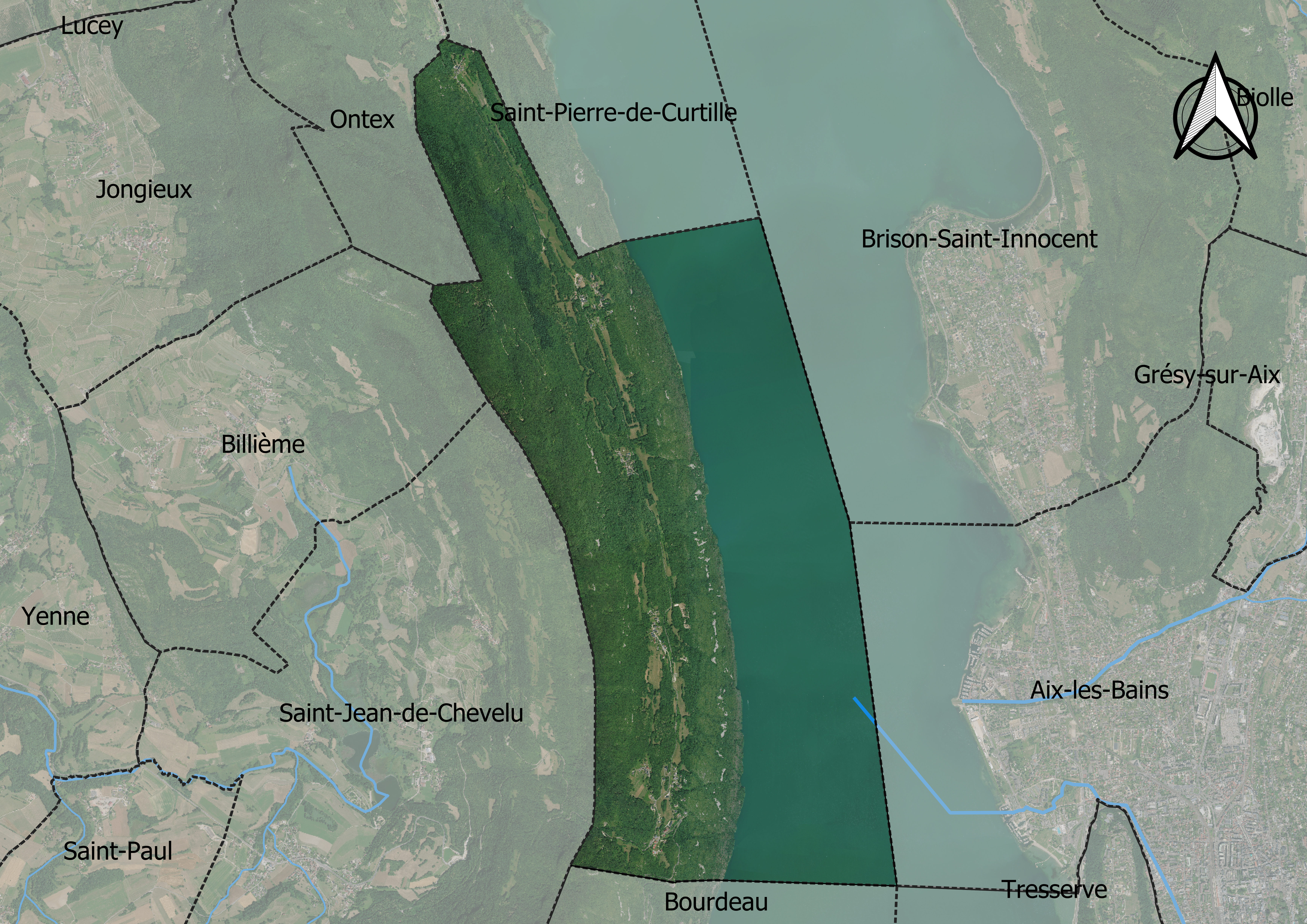
Carte orthophotogrammétrique de la commune.

## Toponymie
Le nom est mentionné anciennement sous les formes Parrochia Capelle au XIVe siècle, puis Parrochia capellae montis Cati au siècle suivant, puis plus tard Capella montis Cati au XVIIe siècle,. Il se stabilise ensuite sous les formes La Chapelle-Mont-du-Chat et Mont-du-Chat,.
Le toponyme « Chapelle » provient de l'existence d'un petit édifice religieux,.
En francoprovençal, le nom de la commune s'écrit La Shapèla, selon la graphie de Conflans.

## Histoire
Communauté rurale installée au-dessus du lac du Bourget sur un étroit plateau de 8 km de long, elle se répartissait en six hameaux : le Puys (aujourd'hui disparu), Gratteloup, la Chapelle, le Grand Villard, le Petit Villard et Communal.
Son histoire s'inscrit dans celle de la Savoie, État souverain depuis le XIe siècle, jusqu'en 1860, bien que parfois envahi par les armées françaises.
Le hameau central la Chapelle devient la Chapelle-de-Mont-du-Chat au quinzième XVIe siècle, puis commune du Mont-du-Chat sous la Révolution française. L'appellation Chapelle proviendrait d'un édifice religieux construit au Moyen Âge au niveau du col du Chat, et non de Notre-Dame-de-l'Étoile.
Le plus ancien recensement connu est celui de 1560. Il fait état d'une population de 230 âmes. Le maximum est atteint en 1848, avec 357 habitants. Alors commence le déclin qui aboutira à une population de 61 habitants au recensement de 1975.
Depuis, grâce à de nouvelles constructions, ainsi que la rénovation d'habitats anciens et la transformation d'une ancienne colonie de vacances en logements collectifs, la commune connaît un renouveau de population : 78 habitants en 1990, 135 en 1999, 208 en 2006.
La proximité des agglomérations chambérienne et aixoise, ainsi que du pôle technologique et universitaire de Savoie Technolac, attire les adeptes de calme et tranquillité. Ils construisent ici leurs résidences principales et profitent alors pleinement d'un site remarquable.
En 2002, l'église et l'ancien presbytère du village servent de décor au tournage de la saga de l'été à succès L'Été rouge.

## Politique et administration
| Période                                  | Période   | Identité         | Étiquette | Qualité                   |
| ---------------------------------------- | --------- | ---------------- | --------- | ------------------------- |
| mars 1959                                | mars 1965 | Louis Marin      |           |                           |
| mars 1965                                | mars 1983 | Louis Pregliasco |           |                           |
| mars 1983                                | mars 2001 | Paul Marin       |           |                           |
| mars 2001                                | mars 2008 | Michel Chappuis  |           |                           |
| mars 2008                                | mars 2020 | Nicole Falcetta  | SE        | 1ère adjointe depuis 2020 |
| 2020                                     | En cours  | Bruno Morin      |           |                           |
| Les données manquantes sont à compléter. |           |                  |           |                           |

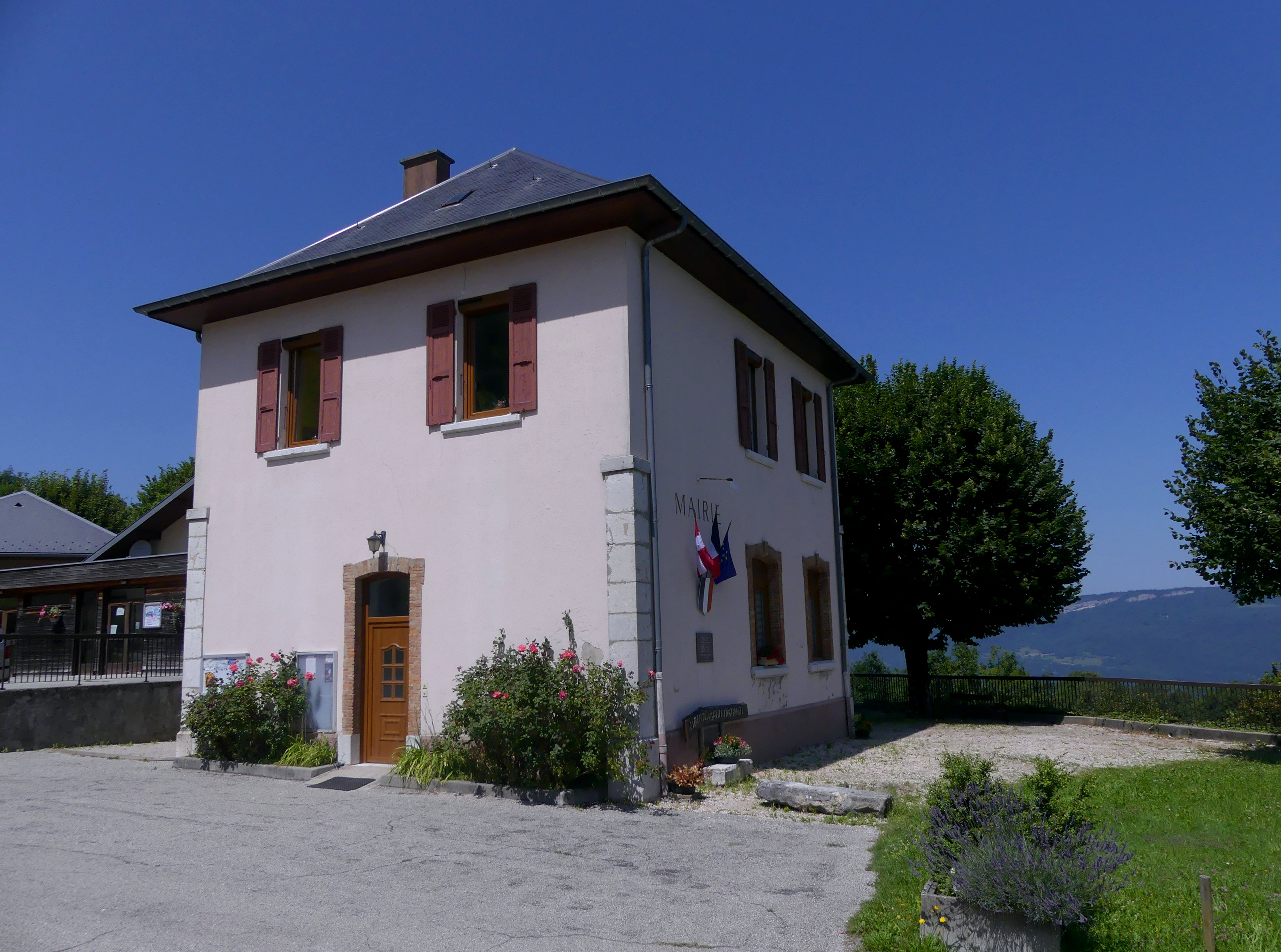
La mairie.

La commune se trouve sur le territoire électoral du canton de la Motte-Servolex lors des élections départementales françaises et appartient à la première circonscription de la Savoie pour les élections au législatives en France.

### Clercs
| Période                                  | Période      | Identité      | Étiquette | Qualité |
| ---------------------------------------- | ------------ | ------------- | --------- | ------- |
| ...                                      | ...          | ...           |           |         |
| environ 1850                             | ...          | Perrier       |           |         |
| environ 1881                             | environ 1911 | Joseph Rosset |           |         |
| ...                                      | ...          | ...           |           |         |
| Les données manquantes sont à compléter. |              |               |           |         |

## Démographie
L'évolution du nombre d'habitants est connue à travers les recensements de la population effectués dans la commune depuis 1793. Pour les communes de moins de 10 000 habitants, une enquête de recensement portant sur toute la population est réalisée tous les cinq ans, les populations de référence des années intermédiaires étant quant à elles estimées par interpolation ou extrapolation. Pour la commune, le premier recensement exhaustif entrant dans le cadre du nouveau dispositif a été réalisé en 2008.

En 2022, la commune comptait 267 habitants, en évolution de +5,12 % par rapport à 2016 (Savoie : +3,63 %, France hors Mayotte : +2,11 %).
| 1793 | 1800 | 1806 | 1822 | 1838 | 1848 | 1858 | 1861 | 1866 |
| ---- | ---- | ---- | ---- | ---- | ---- | ---- | ---- | ---- |
| 244  | 338  | 259  | 251  | 337  | 357  | 391  | 369  | 353  |

| 1872 | 1876 | 1881 | 1886 | 1891 | 1896 | 1901 | 1906 | 1911 |
| ---- | ---- | ---- | ---- | ---- | ---- | ---- | ---- | ---- |
| 342  | 294  | 250  | 253  | 251  | 241  | 253  | 222  | 190  |

| 1921 | 1926 | 1931 | 1936 | 1946 | 1954 | 1962 | 1968 | 1975 |
| ---- | ---- | ---- | ---- | ---- | ---- | ---- | ---- | ---- |
| 146  | 135  | 107  | 107  | 124  | 87   | 66   | 65   | 61   |

| 1982 | 1990 | 1999 | 2006 | 2008 | 2013 | 2018 | 2022 | - |
| ---- | ---- | ---- | ---- | ---- | ---- | ---- | ---- | - |
| 58   | 71   | 134  | 225  | 251  | 247  | 260  | 267  | - |

## Culture locale et patrimoine

### Lieux et monuments
- Chapelle Notre-Dame de l'Étoile :

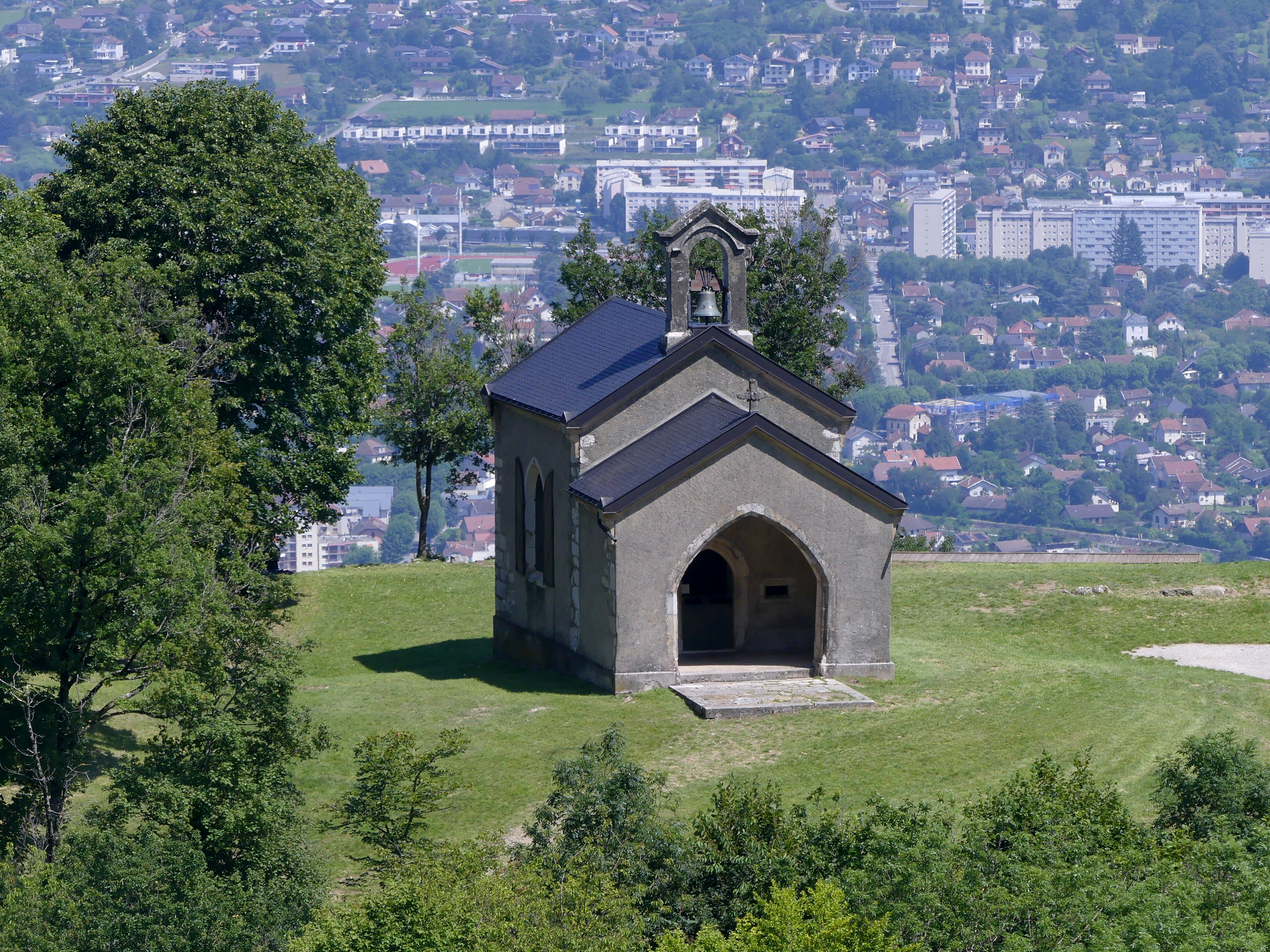
Chapelle Notre-Dame-de-l'Étoile.

C'est le chœur de la vieille église paroissiale désaffectée en 1832. Construite vers 1500 par les moines du prieuré du Bourget, seigneurs des lieux, c'était une église monastique. Le mur séparant le chœur de la nef, percé de trous toujours visibles, en témoigne. La nef rasée, le chœur est restauré en 1854 sur l'initiative du curé Perrier. Entre 1885 et 1890, le curé Rosset fait poser les vitraux.
Sur l'aire de pique-nique toute proche on remarque les vestiges d'un bâtiment. Il servait de refuge aux moines du Bourget en période de guerre ou d'épidémie. On retrouve des pierres de ce bâtiment dans les maisons du village. Elles témoignent du style Renaissance de cette construction.
Visible de loin, la Chapelle Notre-Dame-de-l'Étoile attire de nombreux visiteurs. Ils profitent ici d'un point de vue remarquable sur le lac du Bourget et les montagnes environnantes.
- Au col du Chat se trouvaient encore au XIXe siècle les ruines de ce qui était probablement un ancien temple de Mercure.